# Gran Premio di superbike del Mugello 1992
Il Gran Premio di Superbike del Mugello 1992, valevole come prova disputata a San Marino e settima prova su tredici del campionato mondiale Superbike 1992, è stato disputato il 19 luglio sul Mugello e ha visto la vittoria di Raymond Roche in gara 1, lo stesso pilota si è ripetuto anche in gara 2.

## Risultati

### Gara 1

Da sinistra, in primo piano: Doug Polen, Raymond Roche e Giancarlo Falappa, tutti su Ducati 888, sul podio al termine di gara 1.

#### Arrivati al traguardo[3]
| Pos. | Nº | Pilota               | Motocicletta | Tempo     | Griglia | Punti |
| ---- | -- | -------------------- | ------------ | --------- | ------- | ----- |
| 1º   | 2  | Raymond Roche        | Ducati       | 36:02.346 | 1º      | 20    |
| 2º   | 1  | Doug Polen           | Ducati       | +0:01.679 | 4º      | 17    |
| 3º   | 9  | Giancarlo Falappa    | Ducati       | +0:01.847 | 2º      | 15    |
| 4º   | 4  | Stéphane Mertens     | Ducati       | +0:03.286 | 6º      | 13    |
| 5º   | 5  | Fabrizio Pirovano    | Yamaha       | +0:07.853 | 11º     | 11    |
| 6º   | 41 | Adrien Morillas      | Yamaha       | +0:08.016 | 5º      | 10    |
| 7º   | 7  | Carl Fogarty         | Ducati       | +0:15.061 | 10º     | 9     |
| 8º   | 48 | Daniel Amatriaín     | Ducati       | +0:20.529 | 9º      | 8     |
| 9º   | 43 | Richard Arnaiz       | Honda        | +0:21.831 | 18º     | 7     |
| 10º  | 33 | Christer Lindholm    | Yamaha       | +0:26.812 | 17º     | 6     |
| 11º  | 77 | Piergiorgio Bontempi | Kawasaki     | +0:32.734 | 13º     | 5     |
| 12º  | 92 | Virginio Ferrari     | Ducati       | +0:32.954 | 8º      | 4     |
| 13º  | 37 | Andreas Hofmann      | Kawasaki     | +0:33.991 | 12º     | 3     |
| 14º  | 12 | Jeffry de Vries      | Yamaha       | +0:34.245 | 25º     | 2     |
| 15º  | 8  | Baldassarre Monti    | Honda        | +0:34.445 | 14º     | 1     |
| 16º  | 40 | Karl Truchsess       | Kawasaki     | +0:38.140 | 16º     |       |
| 17º  | 34 | Fabrizio Furlan      | Ducati       | +0:44.977 | 21º     |       |
| 18º  | 30 | Massimo Broccoli     | Kawasaki     | +0:49.885 | 19º     |       |
| 19º  | 36 | Andreas Meklau       | Ducati       | +0:50.042 | 26º     |       |
| 20º  | 79 | Gastone Grassetti    | Ducati       | +0:50.288 | 23º     |       |
| 21º  | 11 | Udo Mark             | Yamaha       | +0:52.808 | 28º     |       |
| 22º  | 57 | Jim Moodie           | Kawasaki     | +1:09.528 | 31º     |       |
| 23º  | 78 | Ian Simpson          | Kawasaki     | +1:09.688 | 35º     |       |
| 24º  | 75 | Jean-Marc Delétang   | Yamaha       | +1:31.261 | 30º     |       |
| 25º  | 65 | Aldeo Presciutti     | Kawasaki     | +1:31.448 | 29º     |       |
| 26º  | 45 | Urs Zwicker          | Yamaha       | +1:31.751 | 32º     |       |
| 27º  | 38 | Walter Ammann        | Yamaha       | +1:39.205 | 33º     |       |
| 28º  | 73 | Roberto Biagioli     | Yamaha       | +2 giri   | 34º     |       |

#### Ritirati
| Nº | Pilota           | Motocicletta | Giri     | Griglia |
| -- | ---------------- | ------------ | -------- | ------- |
| 50 | Ernst Gschwender | Kawasaki     | +4 giri  | 20º     |
| 3  | Robert Phillis   | Kawasaki     | +9 giri  | 3º      |
| 55 | Mauro Lucchiari  | Ducati       | +9 giri  | 27º     |
| 80 | Owen Coles       | Ducati       | +9 giri  | 36º     |
| 10 | Davide Tardozzi  | Ducati       | +11 giri | 24º     |
| 58 | Florian Ferracci | Ducati       | +11 giri | 22º     |
| 60 | Vittorio Scatola | Kawasaki     | +13 giri | 15º     |
| 27 | Fred Merkel      | Yamaha       | +13 giri | 7º      |

### Gara 2

#### Arrivati al traguardo[4]
| Pos. | Nº | Pilota               | Motocicletta | Tempo     | Griglia | Punti |
| ---- | -- | -------------------- | ------------ | --------- | ------- | ----- |
| 1º   | 2  | Raymond Roche        | Ducati       | 35:58.846 | 1º      | 20    |
| 2º   | 9  | Giancarlo Falappa    | Ducati       | +0:00.187 | 2º      | 17    |
| 3º   | 1  | Doug Polen           | Ducati       | +0:00.425 | 4º      | 15    |
| 4º   | 7  | Carl Fogarty         | Ducati       | +0:02.851 | 10º     | 13    |
| 5º   | 3  | Robert Phillis       | Kawasaki     | +0:16.464 | 3º      | 11    |
| 6º   | 41 | Adrien Morillas      | Yamaha       | +0:19.748 | 5º      | 10    |
| 7º   | 48 | Daniel Amatriaín     | Ducati       | +0:22.765 | 9º      | 9     |
| 8º   | 33 | Christer Lindholm    | Yamaha       | +0:24.843 | 17º     | 8     |
| 9º   | 77 | Piergiorgio Bontempi | Kawasaki     | +0:30.944 | 13º     | 7     |
| 10º  | 12 | Jeffry de Vries      | Yamaha       | +0:31.121 | 25º     | 6     |
| 11º  | 37 | Andreas Hofmann      | Kawasaki     | +0:31.404 | 12º     | 5     |
| 12º  | 43 | Richard Arnaiz       | Honda        | +0:31.934 | 18º     | 4     |
| 13º  | 40 | Karl Truchsess       | Kawasaki     | +0:34.384 | 16º     | 3     |
| 14º  | 34 | Fabrizio Furlan      | Ducati       | +0:34.998 | 21º     | 2     |
| 15º  | 30 | Massimo Broccoli     | Kawasaki     | +0:50.552 | 19º     | 1     |
| 16º  | 79 | Gastone Grassetti    | Ducati       | +0:50.734 | 23º     |       |
| 17º  | 36 | Andreas Meklau       | Ducati       | +1:04.939 | 26º     |       |
| 18º  | 55 | Mauro Lucchiari      | Ducati       | +1:07.443 | 27º     |       |
| 19º  | 11 | Udo Mark             | Yamaha       | +1:11.112 | 28º     |       |
| 20º  | 78 | Ian Simpson          | Kawasaki     | +1:23.045 | 35º     |       |
| 21º  | 38 | Walter Ammann        | Yamaha       | +1:29.268 | 33º     |       |
| 22º  | 45 | Urs Zwicker          | Yamaha       | +1:31.048 | 32º     |       |
| 23º  | 75 | Jean-Marc Delétang   | Yamaha       | +2:26.248 | 30º     |       |
| 24º  | 73 | Roberto Biagioli     | Yamaha       | +1 giro   | 34º     |       |

#### Ritirati
| Nº | Pilota            | Motocicletta | Giri     | Griglia |
| -- | ----------------- | ------------ | -------- | ------- |
| 4  | Stéphane Mertens  | Ducati       | +1 giro  | 6º      |
| 5  | Fabrizio Pirovano | Yamaha       | +4 giri  | 11º     |
| 92 | Virginio Ferrari  | Ducati       | +4 giri  | 8º      |
| 8  | Baldassarre Monti | Honda        | +4 giri  | 14º     |
| 60 | Vittorio Scatola  | Kawasaki     | +5 giri  | 15º     |
| 10 | Davide Tardozzi   | Ducati       | +7 giri  | 24º     |
| 65 | Aldeo Presciutti  | Kawasaki     | +10 giri | 29º     |
| 50 | Ernst Gschwender  | Kawasaki     | +11 giri | 20º     |
| 27 | Fred Merkel       | Yamaha       | +12 giri | 7º      |
| 57 | Jim Moodie        | Kawasaki     | +12 giri | 31º     |
| 80 | Owen Coles        | Ducati       | +12 giri | 36º     |
| 58 | Florian Ferracci  | Ducati       | +12 giri | 22º     |